# Eugene Stoermer
Eugene Filmore Stoermer (né le 7 mars 1934 et mort le 17 février 2012) était un chercheur renommé sur les diatomées, ayant porté une attention particulière sur les espèces en eaux-vives des Grands Lacs d'Amérique du Nord. Il était professeur de biologie à la faculté des Ressources Naturelles et de l’Environnement de l'université du Michigan.

## Biographie
Il obtint son diplôme de Bachelor de Sciences en 1958 et son doctorat ès Sciences en 1963 à l'université de l'Iowa. Sa thèse de doctorat portait sur Post-pleistocene diatoms from Lake West Okoboji, Iowa.
Stoermer créa originellement et utilisa le terme Anthropocène à partir du début des années 1980 pour faire référence à l'impact et aux preuves des effets de l'activité humaine sur la planète. L'expression n’était pas passé dans la culture générale jusqu’à ce qu'il soit popularisé en 2000 par le prix Nobel de chimie Paul Crutzen et d'autres qui analysèrent l'influence du comportement humain sur l'atmosphère terrestre dans les siècles passés comme si signifiantes qu'il constituait une nouvelle époque géologique.
Il est le co-auteur avec J. P. Smol de l'ouvrage Diatoms Applications for the Environmental and Earth Sciences
En 2009, il reçut l'hommage : Diatom taxonomy, ultrastructure, and ecology: modern methods and timeless questions: a tribute to Eugene F. Stoermer.